# Fremdarbeiter

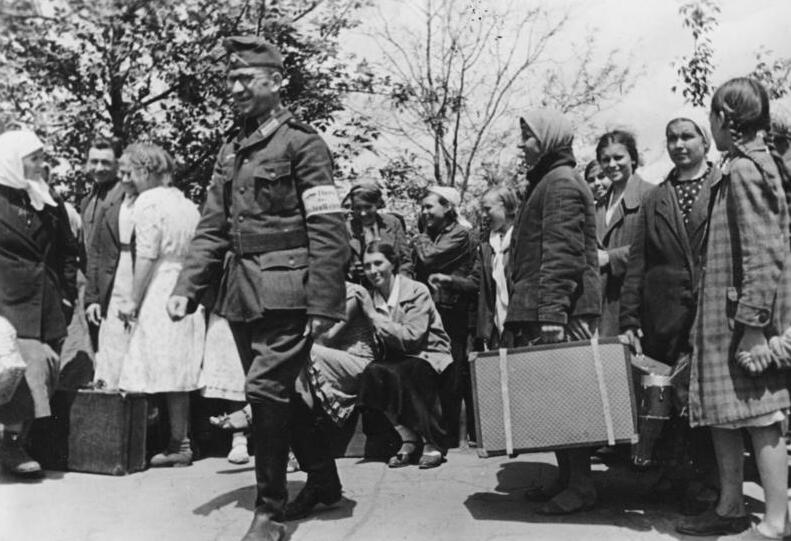
Fremdarbeiter vor der Abfahrt, Artemiwsk, Mai 1942

Fremdarbeiter ist eine Bezeichnung für Arbeitskräfte, die insbesondere seit Beginn der Industrialisierung aus dem Ausland zur Arbeit in ein Land gekommen sind. Grundsätzlich werden mit diesem Begriff zwei Gruppen bezeichnet:
- Arbeitsmigranten, die freiwillig in einem fremden Land arbeiten.
- Zwangsarbeiter, die gezwungen werden, im Krieg oder infolge eines Krieges in einem fremden Land zu arbeiten.

Einwanderer, die für immer aus einem anderen Land immigrieren, werden nicht als Fremdarbeiter bezeichnet, ebenso wenig Sklaven, die zur Arbeit aus einem anderen Land verschleppt wurden. In der Regel umfasst der Begriff auch keine Arbeitskräfte, die kurzfristig für einen bestimmten Auftrag im Ausland arbeiten, zum Beispiel zur Montage einer Industrieanlage.
Während der Begriff Fremdarbeiter durch seinen Gebrauch während der Zeit des Nationalsozialismus in Deutschland negativ konnotiert ist, wird er in der Schweiz weiter neutral verwendet. In Deutschland wird er zumeist durch die Begriffe Arbeitsmigranten oder Wanderarbeiter ersetzt.

## Geschichte und Verwendung des Begriffs

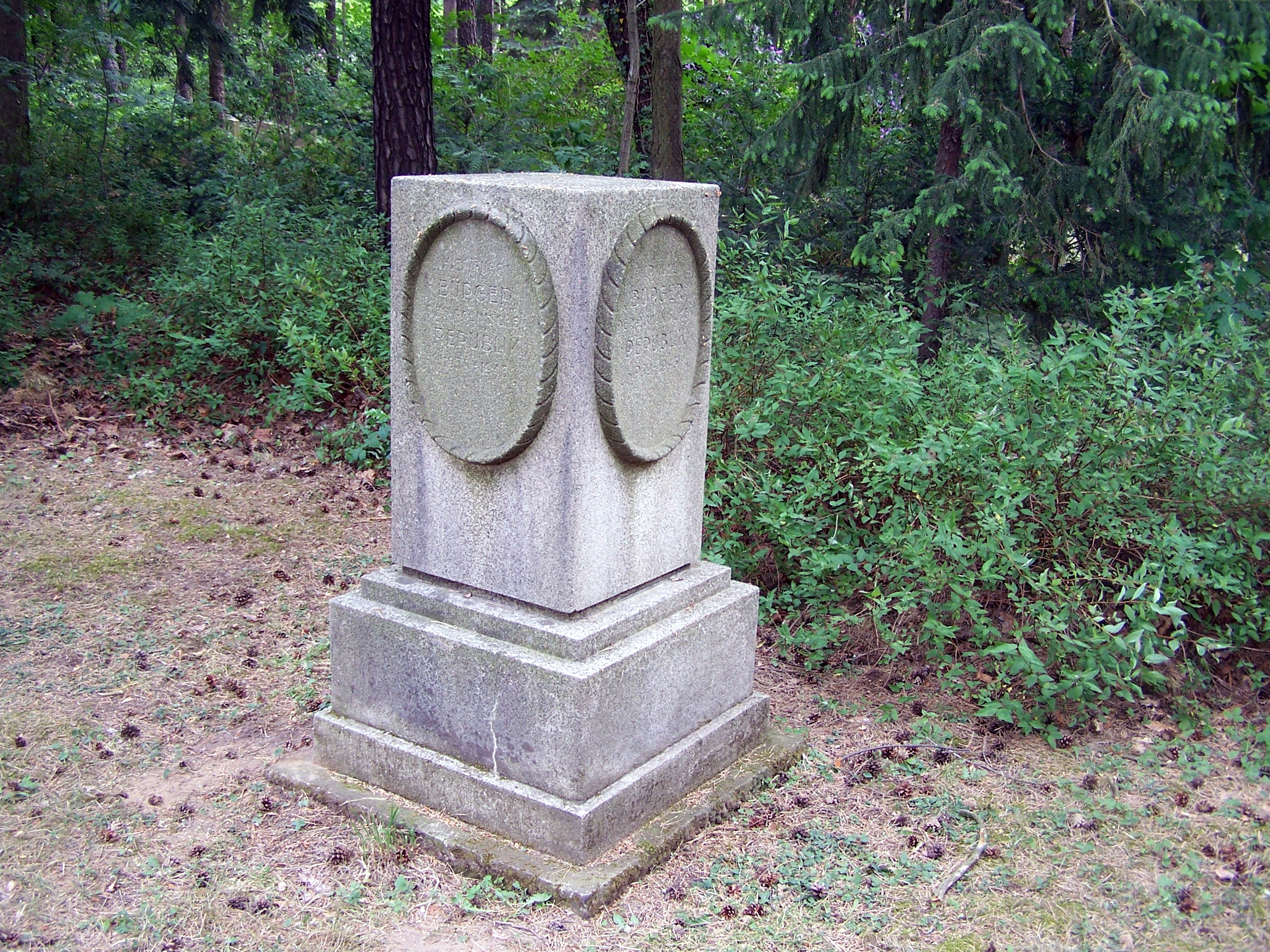
Gedenkstein für polnische, tschechische und rumänische Fremdarbeiter, Dresdner Nordfriedhof

Seit Anfang des 20. Jahrhunderts war der Begriff „Fremdarbeiter“ eine übliche Bezeichnung für ausländische Arbeitskräfte in Deutschland. Während der Herrschaft des Nationalsozialismus wurden Ausländer im Zweiten Weltkrieg mit Gewalt zur Arbeit in und für Deutschland gezwungen. Es waren Millionen ausländische Arbeitskräfte, welche als „Zivilarbeiter“ aus ihren Heimatstaaten nach Deutschland deportiert wurden. Zwangsarbeiter aus Osteuropa, insbesondere aus der Sowjetunion, wurden im Sprachgebrauch des Nationalsozialismus meist als „Ostarbeiter“ bezeichnet. Nach dem Sturz Mussolinis und dem Übertritt Italiens zu den Alliierten kamen noch die sogenannten italienischen Militärinternierten hinzu.
Durch die Verwendung des Begriffs im Zusammenhang mit erzwungener Arbeit erhielt der Begriff negative Konnotationen. In Deutschland wurde der Begriff in bundesrepublikanischen Behörden und Medien bis in die 1970er Jahre verwendet, insbesondere mit Beginn der verstärkten Einwanderung ausländischer Arbeitnehmer in den 1960er Jahren, in der Umgangssprache aber nach dem Zweiten Weltkrieg zunehmend durch den Begriff „Gastarbeiter“ ersetzt. Inzwischen wird auch der Begriff Gastarbeiter nur noch selten bzw. nur für den historischen Kontext im Nachkriegsdeutschland verwendet. Dies liegt vor allem daran, dass trotz des Anwerbestopps von 1973, mit dem die Anwerbepolitik der Bundesrepublik Deutschland eingestellt wurde, sich seither viele ehemalige Gastarbeiter dauerhaft in Deutschland niedergelassen haben.
In Nachkriegsösterreich wurde der NS-Begriff ebenfalls unkritisch übernommen, der Anfang der 1970er Jahre durch Gastarbeiter und später ausländischer Arbeitnehmer ersetzt wurde. Als während des Nachkriegsbooms Arbeitskräfte knapp wurden, trat Österreich erst spät in die internationale Anwerbepolitik ein. 1962 durch einen Vertrag mit Spanien, 1964 mit der Türkei und 1965/66 mit Jugoslawien. Die Sozialpartner hatten zuvor im Raab-Olah-Abkommen, die Stabilität von Preisen und Löhnen, die Kontingentierung der Arbeitsmigration und die zeitliche Befristung (Rotation) in Anlehnung an die Saisonarbeitserfahrung vereinbart.
In der Schweiz war offiziell der Begriff der Saisonniers üblich, also Arbeitskräfte, die saisonal in der Schweiz beschäftigt wurden. Im Sommer vorwiegend im Bauwesen, im Winter an den Ski- und Sesselliften der Wintersportorte. Ihre erleichterte Einstellung wurde im Saisonnierstatut von 1934 geregelt.